# Riva Ferrari 32
Pour les articles homonymes, voir Riva, Ferrari et 32.
 (août 2022).
Le Riva Ferrari 32 (32 pieds ou 10 m) est un bateau de plaisance des constructeurs italiens Riva et Ferrari, fabriqué à partir de 1990 à 40 exemplaires, et propulsé par 2 moteurs V8.

## Historique
Ce bateau de plaisance est conçu en 1990 par Riva et Ferrari, avec cabine intérieure de 2 couchettes. 

au Grand Palais de Paris
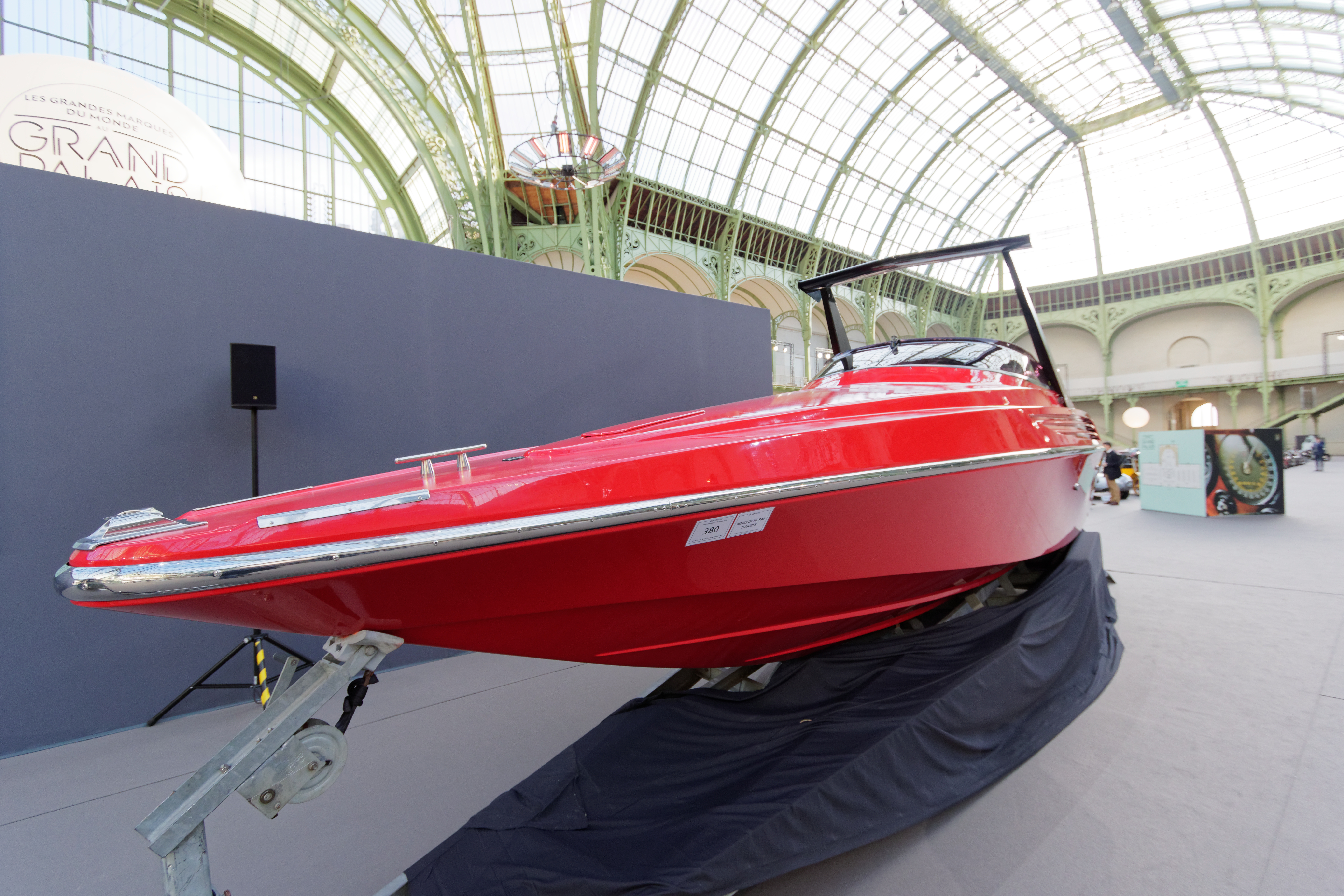
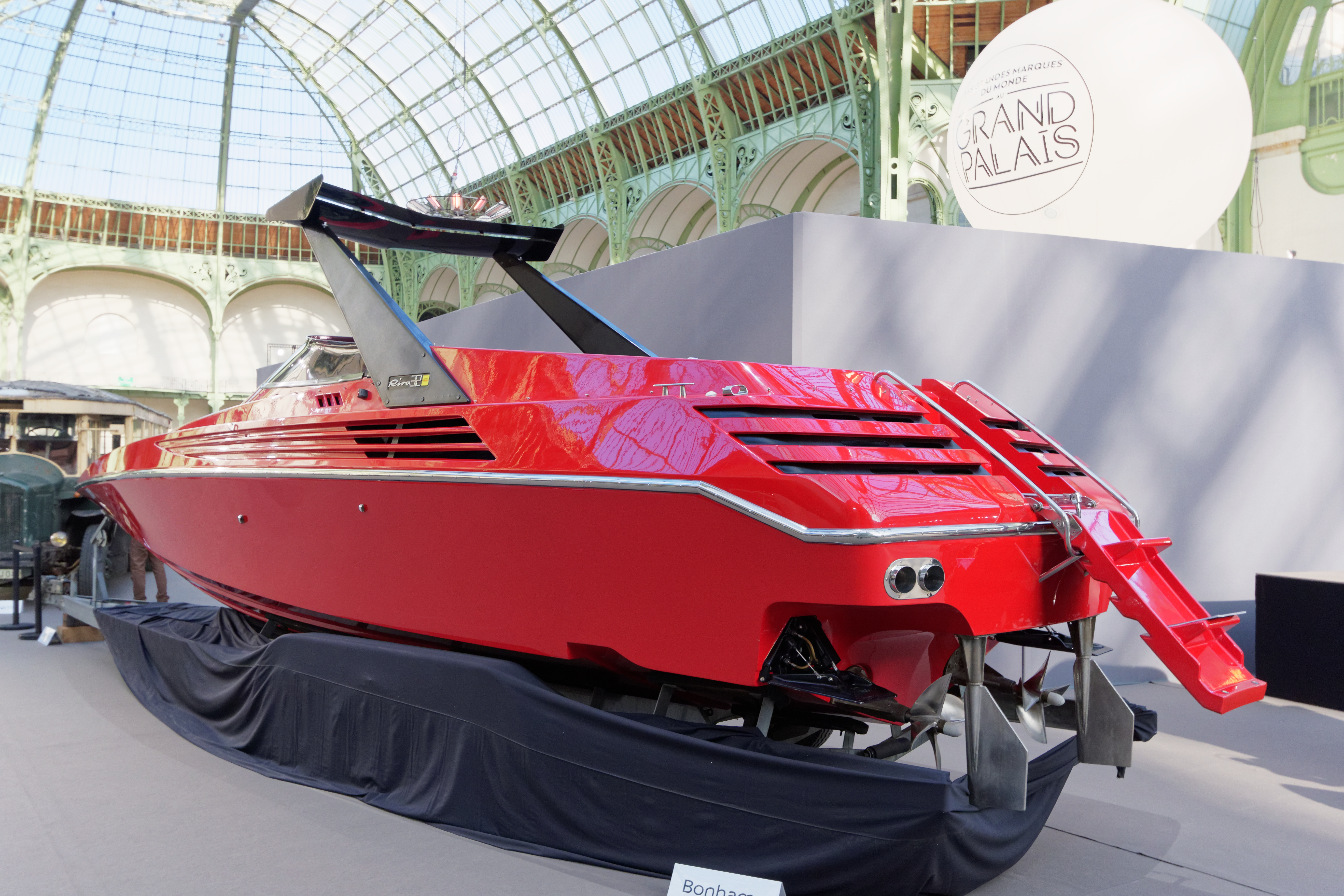

Le design de la coque (en polyester renforcé de fibre de verre) est inspiré des bateaux runabout Riva des années 1950 et Ferrari Testarossa Pininfarina de 1984, peinte aux couleurs rouge Rosso Corsa de Ferrari,,.
Il est motorisé par 2 moteurs V8 marines BPM Vulcano 400, de 780 ch (2 x 390 ch) pour une  vitesse de pointe de 54 nœuds (environ 100 km/h),,.

## Quelques autres bateaux Riva et Ferrari
- 1953 : Ferrari Arno XI
- 1954 : Abbate-Ferrari F1 Antares II
- 1957 : San Marco Ferrari KD800
- 1962 : Riva Aquarama
- 2000 : Riva Aquariva